# 訃報 2008年11月
訃報 2008年11月（ふほう 2008ねん11がつ）では、2008年11月中に物故した、又は物故が報じられた人物についてまとめる。

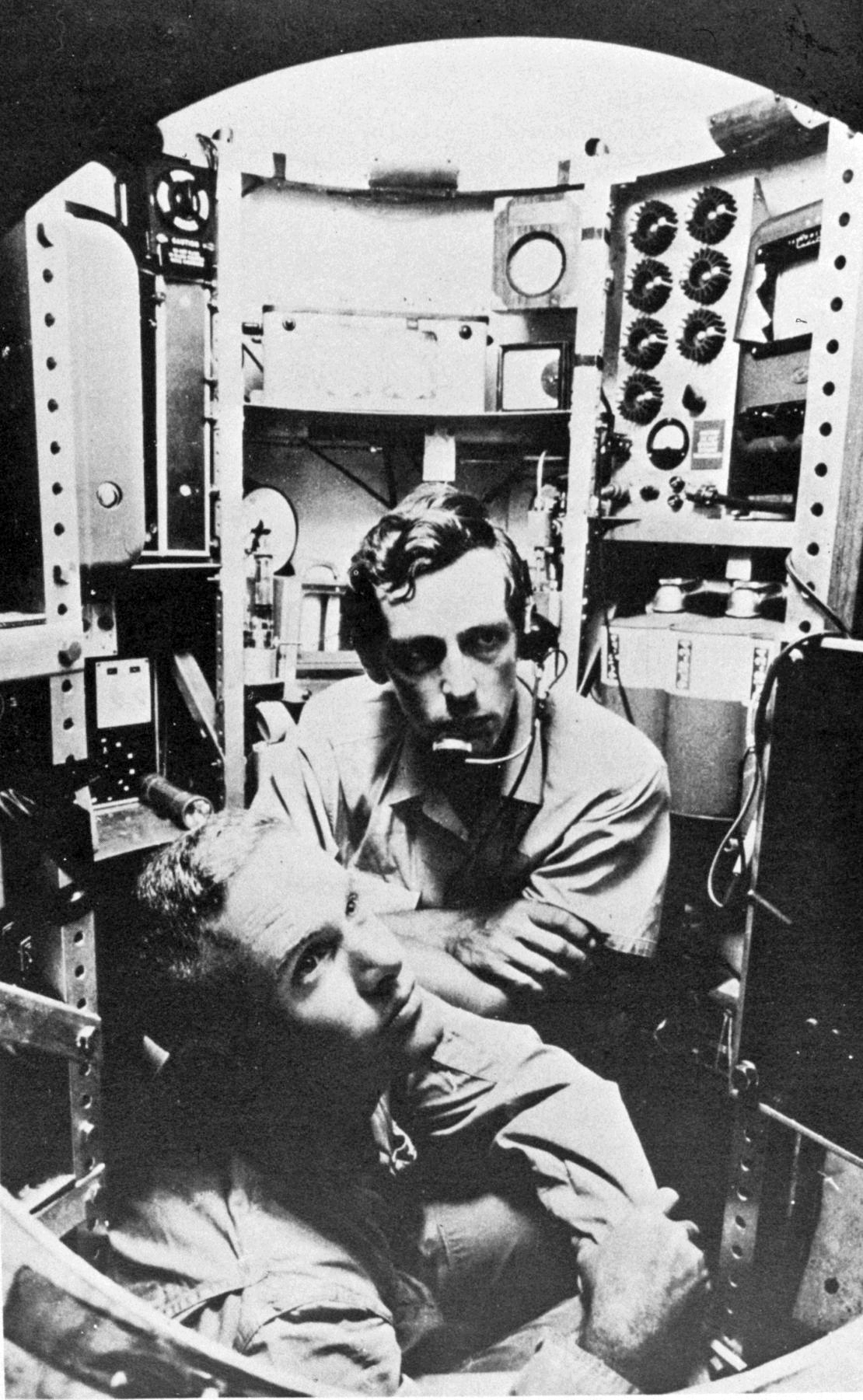
ジャック・ピカール（後方）／11月1日没

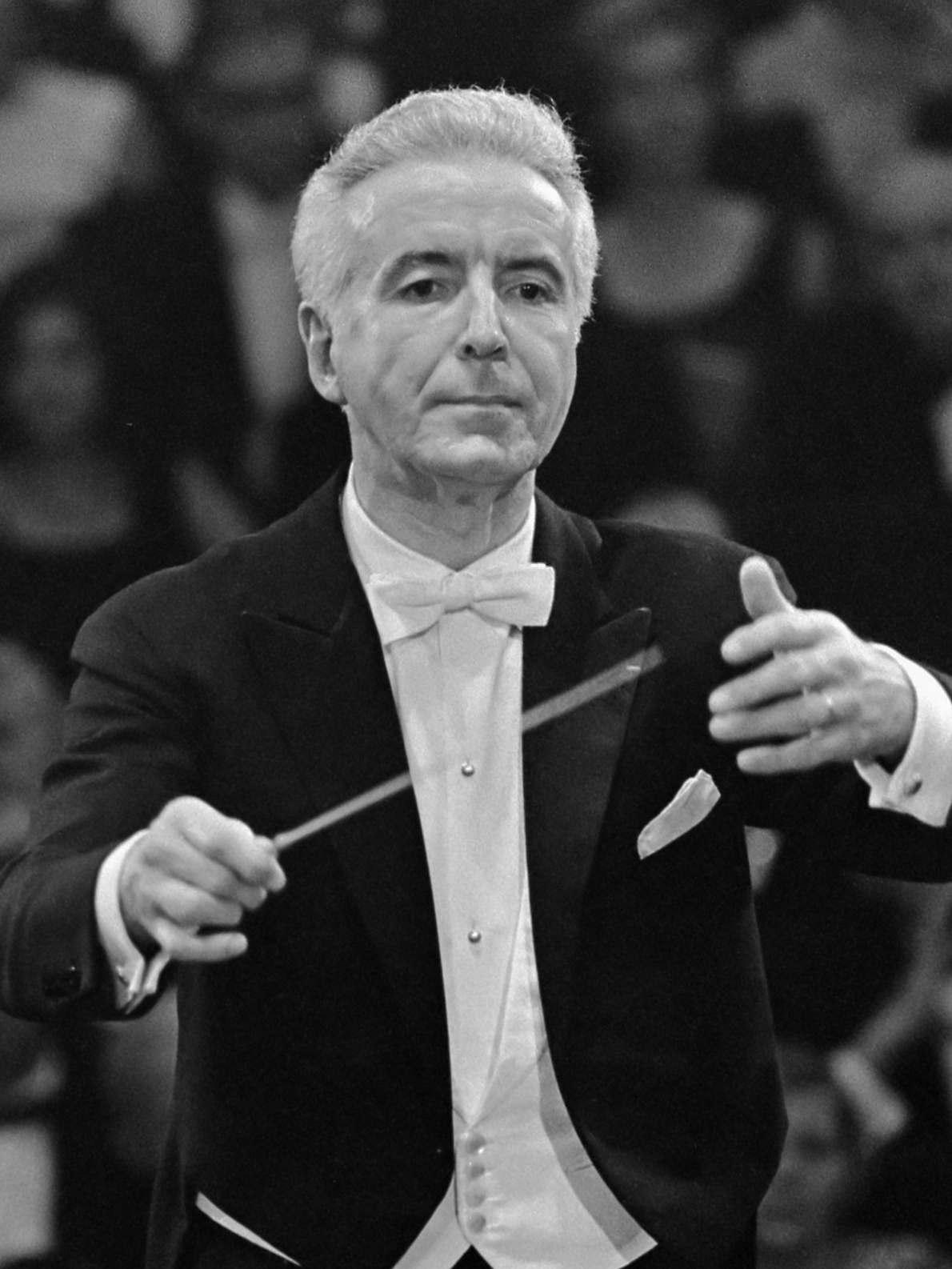
ジャン・フルネ／11月3日没

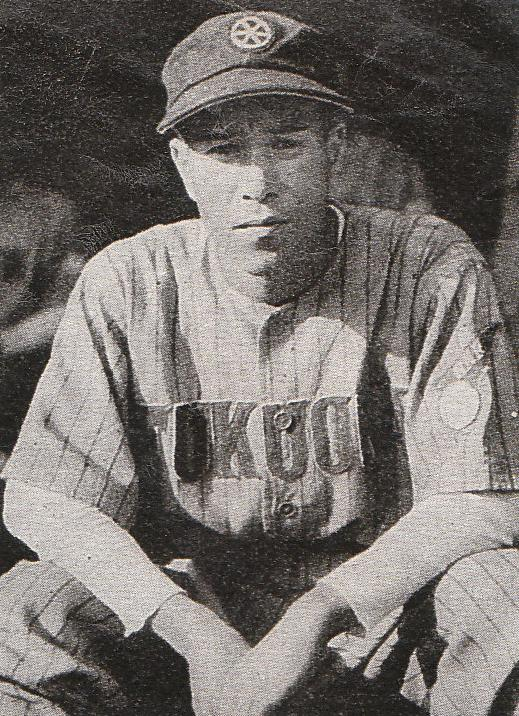
鬼頭政一／11月4日没

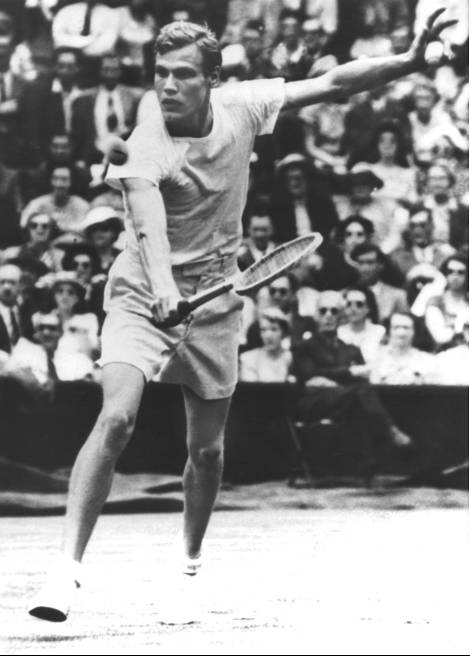
レナート・ベルゲリン／11月4日没

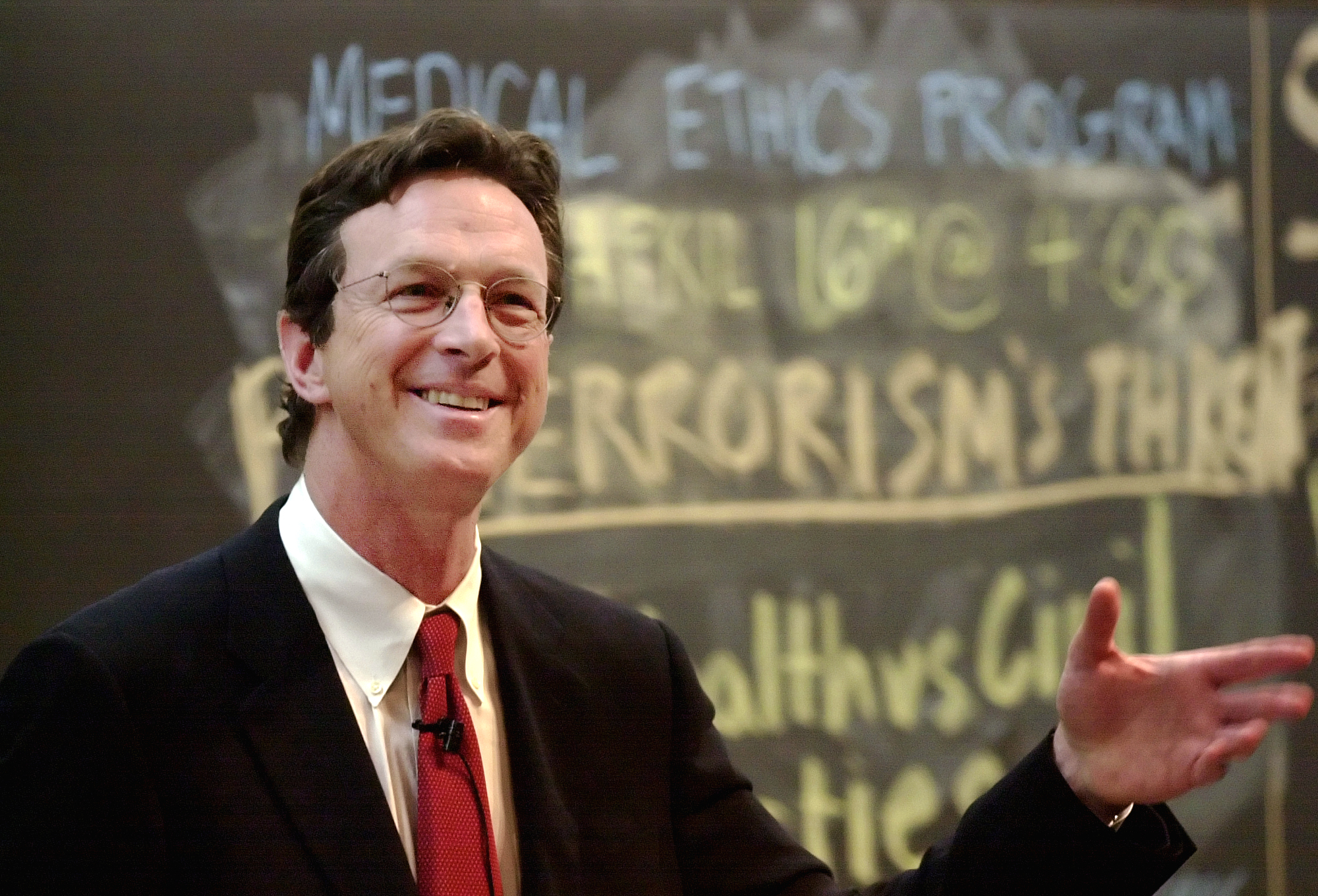
マイケル・クライトン／11月4日没

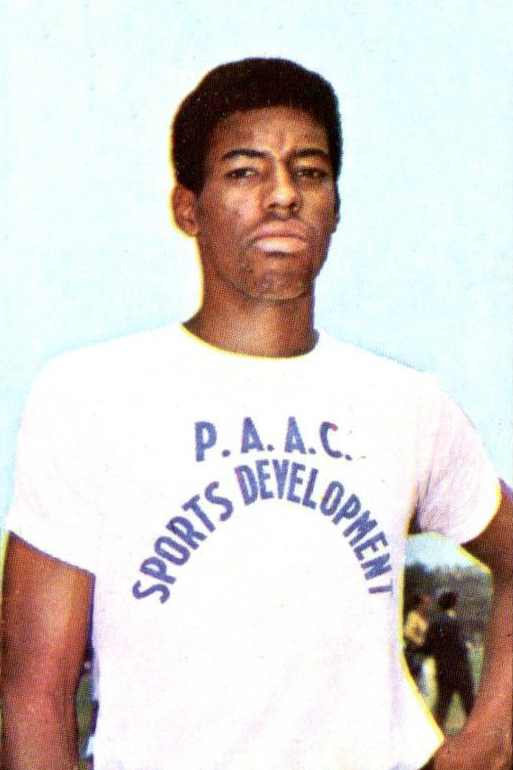
ラリー・ジェームズ／11月6日没

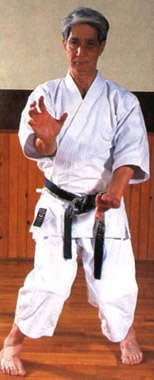
西山英峻／11月7日没

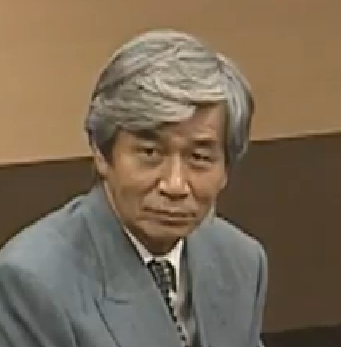
筑紫哲也／11月7日没

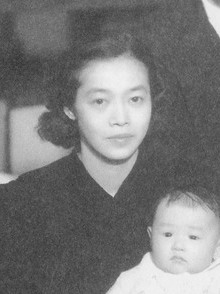
相馬雪香／11月8日没

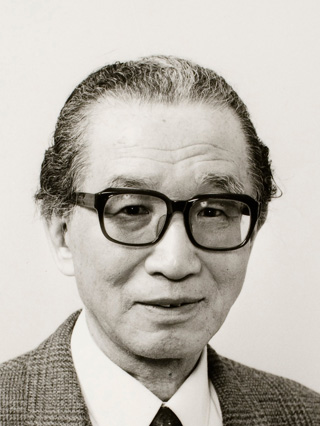
荒松雄／11月8日没

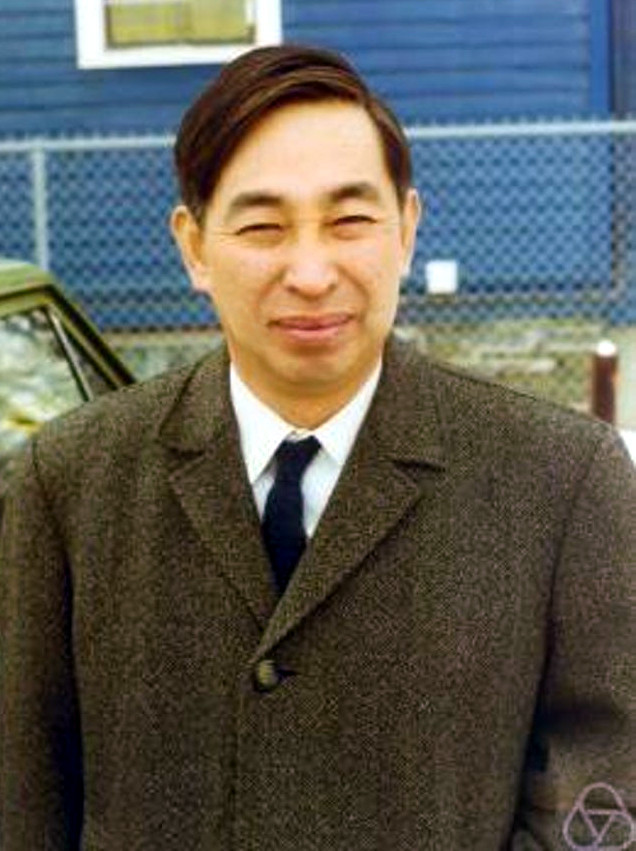
伊藤清／11月10日没

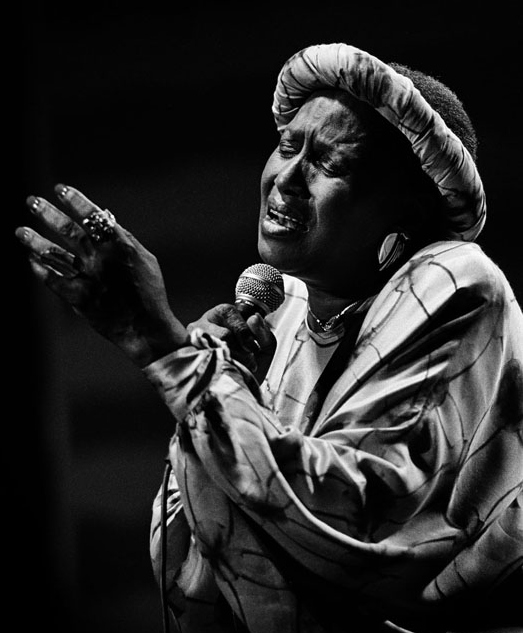
ミリアム・マケバ／11月10日没

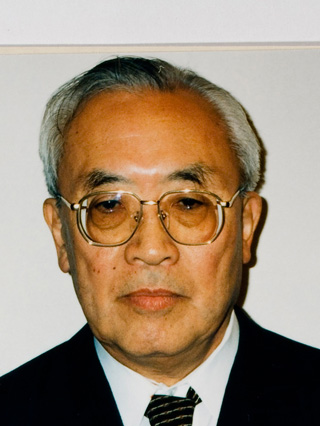
加藤一郎／11月11日没

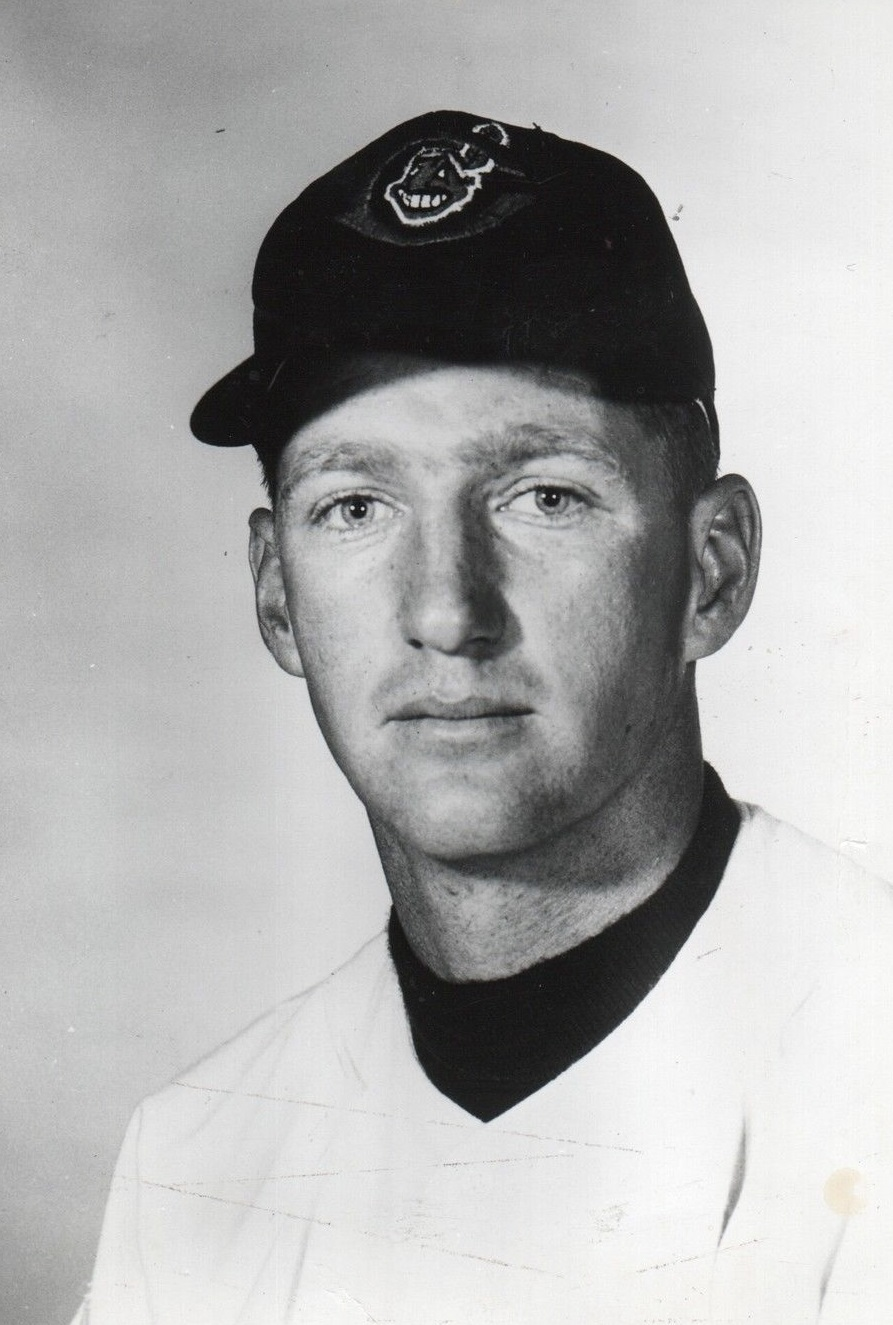
ハーブ・スコア／11月11日没

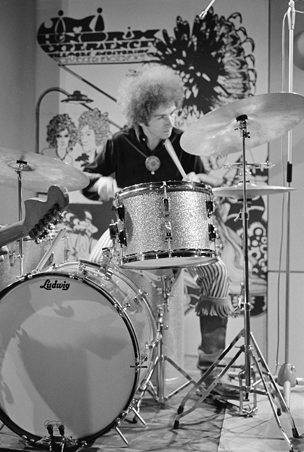
ミッチ・ミッチェル／11月12日没

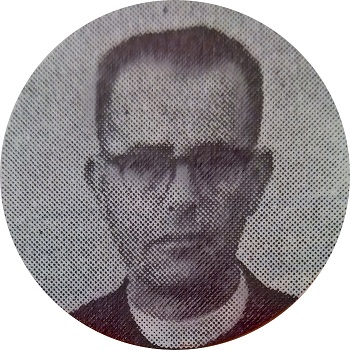
結城了悟／11月17日没

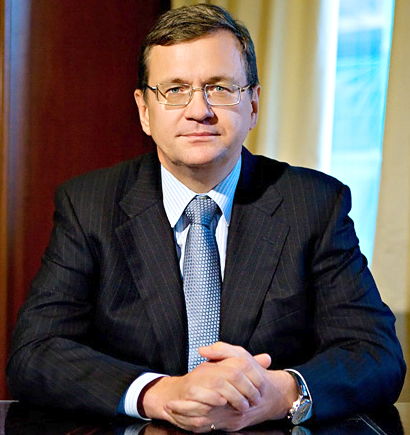
ボリス・フョードロフ／11月20日没

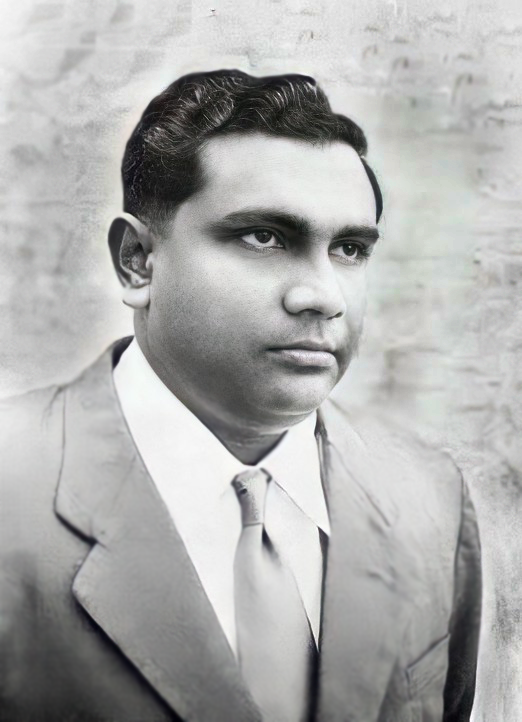
イブラヒム・ナシル／11月22日没

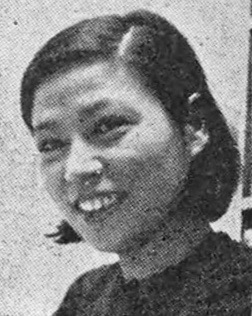
俵萠子／11月27日没

## （1日 - 15日）
- 11月1日 - 談家禎（談家楨）、中華人民共和国の遺伝学者（* 1909年）
- 11月1日 - 島田安行、俳優座座付演出家（* 1921年）
- 11月1日 - ジャック・ピカール、ベルギー生まれのスイスの海洋学者（* 1922年）
- 11月1日 - イマ・スマック、ペルー生まれのソプラノ歌手（* 1922年）
- 11月1日 - ダーモット・カーティス（Dermot Curtis）、アイルランドのサッカー選手（* 1932年）
- 11月1日 - ジミー・カール・ブラック（Jimmy Carl Black）、アメリカ合衆国のドラマー・ボーカル、マザーズ・オブ・インヴェンションメンバー（* 1938年）
- 11月1日 - 土屋浩子、歌人（* 1941年）
- 11月1日 - ナザニール・メイヤー（Nathaniel Mayer）、アメリカ合衆国のR&Bシンガー（* 1944年）
- 11月1日 - オスカー・ラスリン（Oscar Lathlin）、カナダ連邦元国務大臣（* 1947年）
- 11月1日 - 林田賢太（日付は推定）、映画監督（* 1976年）
- 11月2日 - 端田泰三、富士銀行元会長（* 1926年）
- 11月2日 - ウィリアム・ストール（William "Bill" Stall）、アメリカ合衆国のジャーナリスト（* 1937年）
- 11月2日 - アフメド・アル・ミルガニ（Ahmed al-Mirghani）、スーダン元大統領（* 1941年）
- 11月3日 - ジャン・フルネ、フランスの指揮者（* 1913年）
- 11月3日 - 呉正恭、日本の作詞家、映画原作者、日本大学芸術学部教授（* 1922年）
- 11月3日 - 徳永彰作、経済学者、日本セルビア協会会長、札幌大学名誉教授（* 1930年）
- 11月3日 - 佐伯亮、作曲家・編曲家（* 1938年）
- 11月3日 - 島田幸作、プロゴルファー、日本ゴルフツアー機構（JGTO）元会長（* 1945年）
- 11月3日 - エドワード・マックマイケル（Edward Scott McMichael）、アメリカ合衆国のチューバ奏者（* 1955年）
- 11月4日 - ロゼラ・ハイタワー（Rosella Hightower）、アメリカ合衆国のバレリーナ（* 1920年）
- 11月4日 - 鬼頭政一、元プロ野球・クラウンライターライオンズ監督（* 1920年）
- 11月4日 - レナート・ベルゲリン、スウェーデンのテニス選手（* 1925年）
- 11月4日 - 大須賀二朗、ダイハツ工業元会長（* 1925年）
- 11月4日 - 豊田伊久雄、広島県大竹市元市長（* 1927年）
- 11月4日 - 竪山博美、南日本放送元会長（* 1934年）
- 11月4日 - バイロン・リー（Byron Lee）、ジャマイカのミュージシャン（* 1935年）
- 11月4日 - マイケル・クライトン、アメリカ合衆国の小説家（* 1942年）
- 11月4日 - フアン・カミロ・モウリーニョ・テラソ（Juan Camilo Mouriño Terrazo）、メキシコの政治家、内務大臣（* 1971年）
- 11月5日 - マイケル・ヒギンズ（Michael Higgins）、アメリカ合衆国の俳優（* 1920年）
- 11月5日 - 村尾昭、脚本家（* 1933年）
- 11月5日 - 藤原貞夫、藤田観光元社長（* 1935年）
- 11月6日 - ラリー・ジェームズ、アメリカ合衆国の陸上選手、メキシコシティオリンピック金メダリスト（* 1947年）
- 11月7日 - 太田義一、電気工学学者（* 1924年）
- 11月7日 - 西山英峻（Hidetaka Nishiyama）、アメリカ合衆国在住の空手家（* 1928年）
- 11月7日 - ジョディ・ レイノルズ（Jody Reynolds）、アメリカ合衆国の歌手・ギタリスト（* 1932年）
- 11月7日 - 筑紫哲也、ジャーナリスト・ニュースキャスター、自由の森大学学長（* 1935年）
- 11月8日 - 相馬雪香、特定非営利活動法人難民を助ける会会長（* 1912年）
- 11月8日 - 荒松雄、歴史学者、東京大学名誉教授（* 1921年）
- 11月8日 - ミェチスワフ・ラコフスキ（Mieczysław Rakowski）、ポーランド元首相（* 1926年）
- 11月8日 - 澤田健吉、土質工学学者、徳島大学名誉教授（* 1931年）
- 11月8日 - レジス・ジュノー（Régis Genaux）、ベルギーのサッカー選手（* 1973年）
- 11月9日 - プリーチャー・ロー（Preacher Roe）、アメリカ合衆国のプロ野球選手（* 1915年）
- 11月9日 - 佐田武夫、佐田建設元社長（* 1925年）
- 11月9日 - 前田竹千代、コメディアン（* 1952年）
- 11月10日 - 伊藤清、数学者、京都大学名誉教授（* 1915年）
- 11月10日 - 李錫銘、中華人民共和国の政治家（* 1926年）
- 11月10日 - 三宅登、森林学者（* 1927年）
- 11月10日 - ミリアム・マケバ、南アフリカの歌手（* 1932年）
- 11月10日 - デイヴ平尾、歌手、ザ・ゴールデン・カップスリーダー（* 1945年）
- 11月11日 - 桃木弘三、工業分析学者（* 1921年）
- 11月11日 - 加藤一郎、法学者、東京大学元総長（* 1922年）
- 11月11日 - ラッセ・ サンドベリ（Lasse Sandberg）、スウェーデンの児童文学作家（* 1924年）
- 11月11日 - マリア・エレナ・マルケス（María Elena Marqués）、メキシコの女優（* 1926年）
- 11月11日 - ハーブ・スコア、アメリカ合衆国のプロ野球選手（* 1933年）
- 11月12日 - セルジュ・ニグ、フランスの作曲家（* 1924年）
- 11月12日 - ミッチ・ミッチェル、イギリスのドラマー（* 1947年）
- 11月12日 - 黎礎寧（黎礎寧）、中華民国の歌手（* 1984年）
- 11月13日 - 近藤いね子、英文学者、津田塾大学名誉教授（* 1911年）
- 11月13日 - マルチェロ・フォンダート、イタリアの脚本家・映画監督（* 1924年）
- 11月13日 - パコ・イグナシオ・タイボ1世（Paco Ignacio Taibo I）、メキシコの作家（* 1924年）
- 11月13日 - 佐藤榮太郎、学校法人佐藤栄学園理事長、埼玉栄高等学校校長（* 1928年）
- 11月14日 - アーヴィング・ガーツ（Irving Gertz）、アメリカ合衆国の作曲家（* 1915年）
- 11月14日 - 大塚弥寿男、東京オリオンズ元捕手（* 1944年）
- 11月14日 - 龍方（龍方）、香港の俳優（* 1954年）
- 11月14日 - ツベタンカ・フリストワ、ブルガリアの陸上競技選手（* 1962年）
- 11月15日 - クリステル・ゴルツ（Christel Goltz）、ドイツのソプラノ歌手（* 1912年）
- 11月15日 - 藤田大五郎、能楽師（* 1915年）
- 11月15日 - アイヴァン・サウスオール、オーストラリアの児童文学作家（* 1921年）
- 11月15日 - グレース・ハーティガン（Grace Hartigan）、アメリカ合衆国の画家（* 1922年）
- 11月15日 - 谷村憙斎、書家（* 1922年）
- 11月15日 - グレン・ブランド（Glen Brand）、アメリカ合衆国のレスリング選手、1948年ロンドンオリンピック金メダリスト（* 1923年）

## （16日 - 30日）
- 11月16日 - 谷口禎一、元外交官【元在イスラエル特命全権大使】（* 1923年）
- 11月17日 - アーヴィング・ブレッチャー（Irving Brecher）、アメリカ合衆国の脚本家（* 1914年）
- 11月17日 - ピート・ニューウェル（Pete Newell）、アメリカ合衆国のバスケットボール元代表監督（* 1915年）
- 11月17日 - 本林勝夫、文学者、共立女子大学名誉教授、斎藤茂吉記念館前館長（* 1919年）
- 11月17日 - 結城了悟、スペイン出身の聖職者（* 1922年）
- 11月17日 - ジェイ・カッツ（Jay Katz）、アメリカ合衆国の医師・心理学者（* 1922年）
- 11月17日 - エンニオ・デ・コンチーニ（Ennio de Concini）、イタリアの脚本家（* 1923年）
- 11月17日 - 関口利男、電磁波工学学者、東京工業大学名誉教授（* 1923年）
- 11月17日 - 藤田廣志、応用物性学学者、大阪大学名誉教授、日本学士院会員（* 1926年）
- 11月17日 - ギィ・ペラート（Guy Peellaert）、ベルギーの芸術家（* 1934年）
- 11月17日 - 山口剛彦、元厚生省事務次官（* 1941年）
- 11月17日 - フロイド・ウィーバー（Floyd Weaver）、アメリカ合衆国のプロ野球選手（* 1941年）
- 11月17日 - ジャン＝マリー・ドマンジュ（Jean-Marie Demange）、フランスの政治家（* 1943年）
- 11月18日 - 秋谷豊、詩人（* 1922年）
- 11月18日 - ジョージ・C・チェスブロ（George C. Chesbro）、アメリカ合衆国の小説家（* 1940年）
- 11月19日 - カール・ビッシンガー（Karl Bissinger）、アメリカ合衆国の写真家（* 1914年）
- 11月19日 - ジョン・マイケル・ヘイズ（John Michael Hayes）、アメリカ合衆国の脚本家（* 1919年）
- 11月19日 - 茶谷正洋、建築家、東京工業大学名誉教授（* 1934年）
- 11月19日 - 小南思郎、生化学者、広島大学名誉教授（* 1943年）
- 11月19日 - キャロル・コールドウェル・グレーブナー（Carole Caldwell Graebner）、アメリカ合衆国のテニス選手（* 1943年）
- 11月20日 - 小谷守、元日本社会党参議院議員（* 1915年）
- 11月20日 - ヤン・マフルスキー（Jan Machulski）、ポーランドの俳優（* 1928年）
- 11月20日 - 地崎昭宇、地崎工業/FMノースウェーブ元社長（* 1944年）
- 11月20日 - ボリス・フョードロフ、ロシアの政治家（* 1958年）
- 11月22日 - イブラヒム・ナシル、モルディブ元大統領（* 1926年）
- 11月22日 - 江口英一、財政学者、中央大学名誉教授（* 1929年）
- 11月22日 - 平野雅章、日本の食物史研究家（* 1931年）
- 11月22日 - 松下砂稚子[1]、女優（* 1934年）
- 11月22日 - 大日向幻、英文学者、関西学院大学教授（* 1941年）
- 11月22日 - MCブリード、アメリカ合衆国のラッパー（* 1972年?）
- 11月23日 - 野口悦男、温泉ジャーナリスト（* 1947年）
- 11月23日 - リチャード・ヒコックス、イギリスの指揮者（* 1948年）
- 11月23日 - アノアロ・アティサノエ、格闘家、小錦八十吉の兄（* 1957年）
- 11月24日 - 野崎一良、彫刻家、京都市立芸術大学名誉教授（* 1923年）
- 11月24日 - トム・バージェス（Tom Burgess）、カナダのプロ野球選手（* 1926年）
- 11月24日 - 廣瀬量平、作曲家（* 1930年）
- 11月24日 - 浦岡敬一、映画編集者（* 1930年）
- 11月24日 - 堀亘孝、京都府立医科大学名誉教授、歯科医師（* 1937年）
- 11月24日 - 黄大城（黄大城）、中華民国の歌手（* 1955年）
- 11月25日 - ウィリアム・ギブスン（William Gibson）、アメリカ合衆国の脚本家（* 1914年）
- 11月25日 - ランディ・ガムパート（Randy Gumpert）、アメリカ合衆国のプロ野球選手（* 1918年）
- 11月25日 - 松永勇、元日本中央競馬会調教師（* 1937年）
- 11月25日 - 小林廣司、映画監督（* 1957年）
- 11月26日 - エドウィン・サルピーター、オーストリア生まれの天文学者（* 1924年）
- 11月26日 - 山田昭雲、彫刻家（* 1925年）
- 11月26日 - アンドレアス・リーバース（Andreas Liveras）、グレートブリテンの実業家（* 1935年）
- 11月27日 - アンディ・トマシック（Andy Tomasic）、アメリカ合衆国のプロ野球選手・アメリカンフットボール選手（* 1917年）
- 11月27日 - 東條正年、脚本家（* 1928年）
- 11月27日 - 俵萠子、エッセイスト・評論家（* 1930年）
- 11月27日 - ヴィシュワナート・プラタープ・シン（Vishwanath Pratap Singh）、インド元首相（* 1931年）
- 11月27日 - 千葉龍、詩人・小説家（* 1933年）
- 11月27日 - 松村準平、福岡放送/熊本県民テレビ元社長（* 1934年）
- 11月27日 - 田中勝治郎、損保ジャパンひまわり生命保険会長（* 1945年）
- 11月27日 - ペッカ・ポーヨラ（Pekka Pohjola）、フィンランドのベーシスト・作曲家（* 1952年）
- 11月28日 - 布目順郎、京都工芸繊維大学名誉教授（* 1914年）
- 11月28日 - 井出源四郎、千葉大学元学長（* 1920年）
- 11月28日 - レッド・マーフ（Red Murff）、アメリカ合衆国のプロ野球選手（* 1921年）
- 11月28日 - 沃維漢（沃维汉）、中華人民共和国の科学者（* 1949年）
- 11月28日 - ゲルマン・スクリギン（German Skurygin）、ロシアの競歩選手（* 1963年）
- 11月29日 - ヨーン・ウツソン、デンマークの建築家（* 1918年）
- 11月29日 - 片岡長次郎、大衆演劇役者、九州演劇協会会頭（* 1929年）
- 11月29日 - 金子静枝、切り絵作家（* 1929年）
- 11月29日 - 即真尊龗、延暦寺元大僧正（* 1931年）
- 11月30日 - ベアトリ・ベック（Béatrix Beck）、ベルギー生まれの作家（* 1914年）
- 11月30日 - 中村弘海、元自由民主党衆議院議員（* 1925年）
- 11月30日 - 天野哲夫、小説家（* 1926年）
- 11月30日 - 高野宏一、特撮監督（* 1935年）
- 11月30日 - 樋口宗孝、レイジー・LOUDNESS・SLYのドラマー（* 1958年）